# جاده ۹۱ ایالات متحده آمریکا
جاده ۹۱ ایالات متحده آمریکا (انگلیسی: U.S. Route 91) یکی از بزرگراه‌های اصلی سیستم بزرگراهی ایالت متحده آمریکا است که به طول ۲۷۷ کیلومتر از بریگهم سیتی، یوتا شروع و در آیداهو فالز، آیداهو به پایان می‌رسد.

## نگارخانه

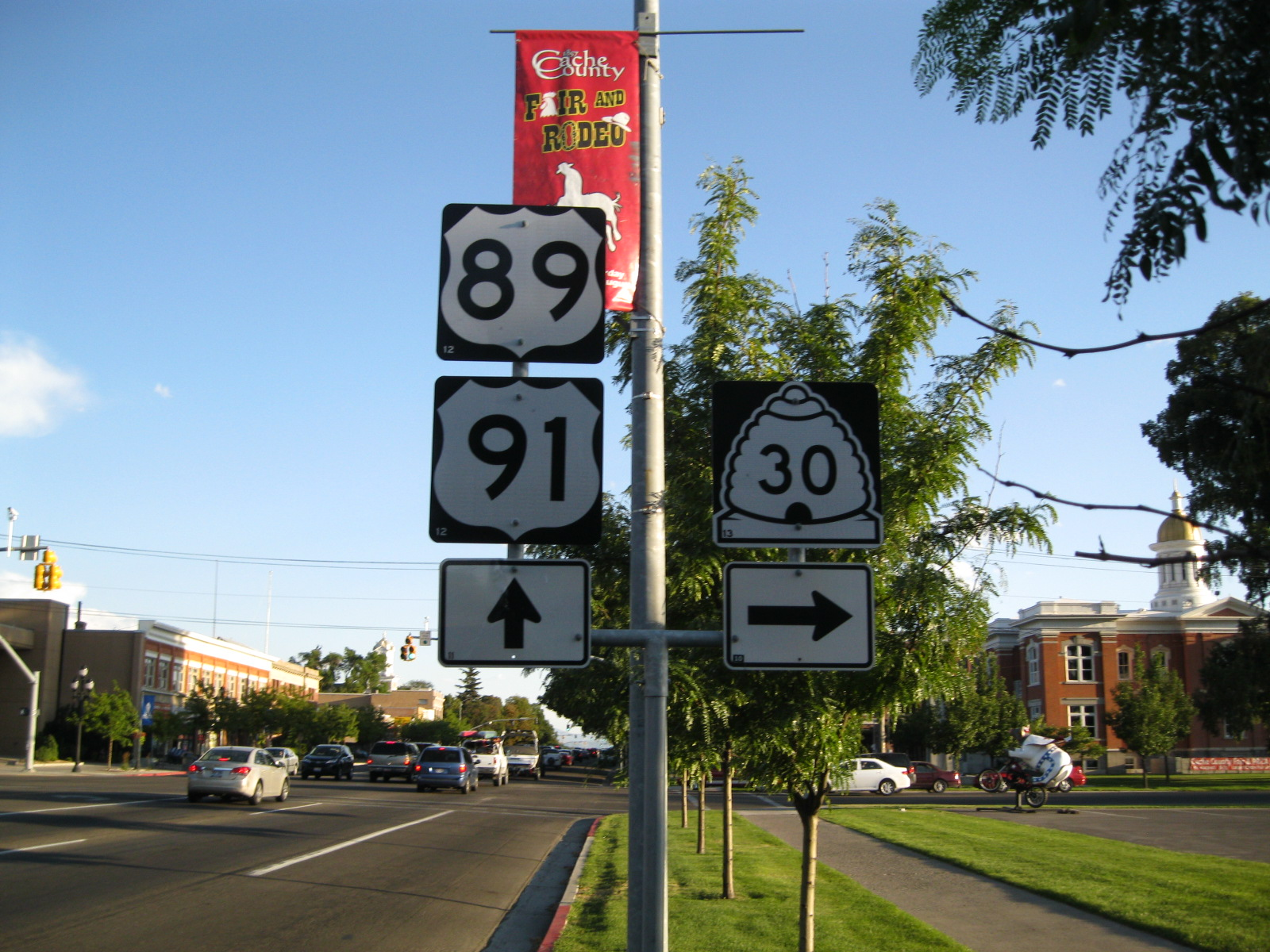
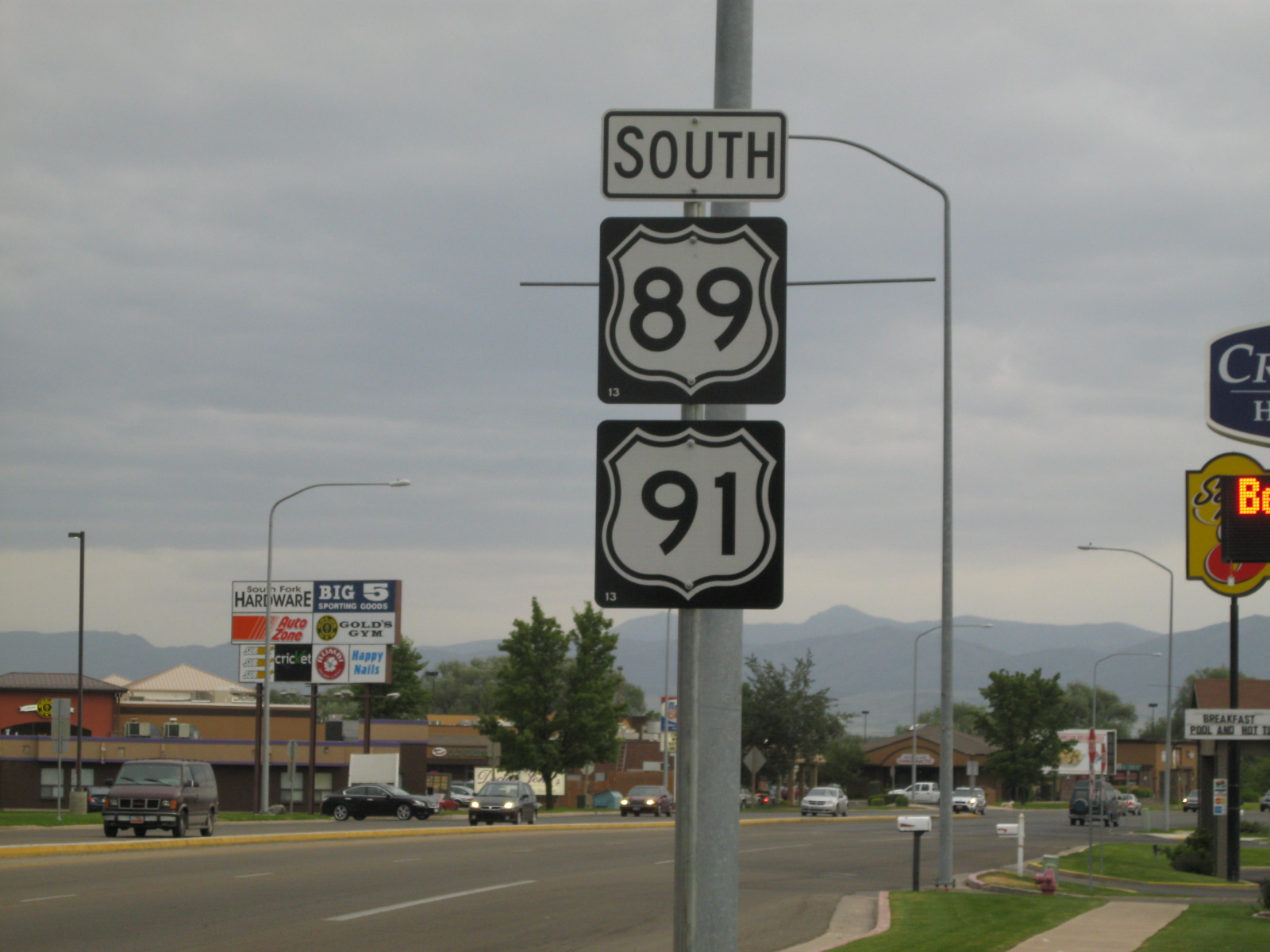
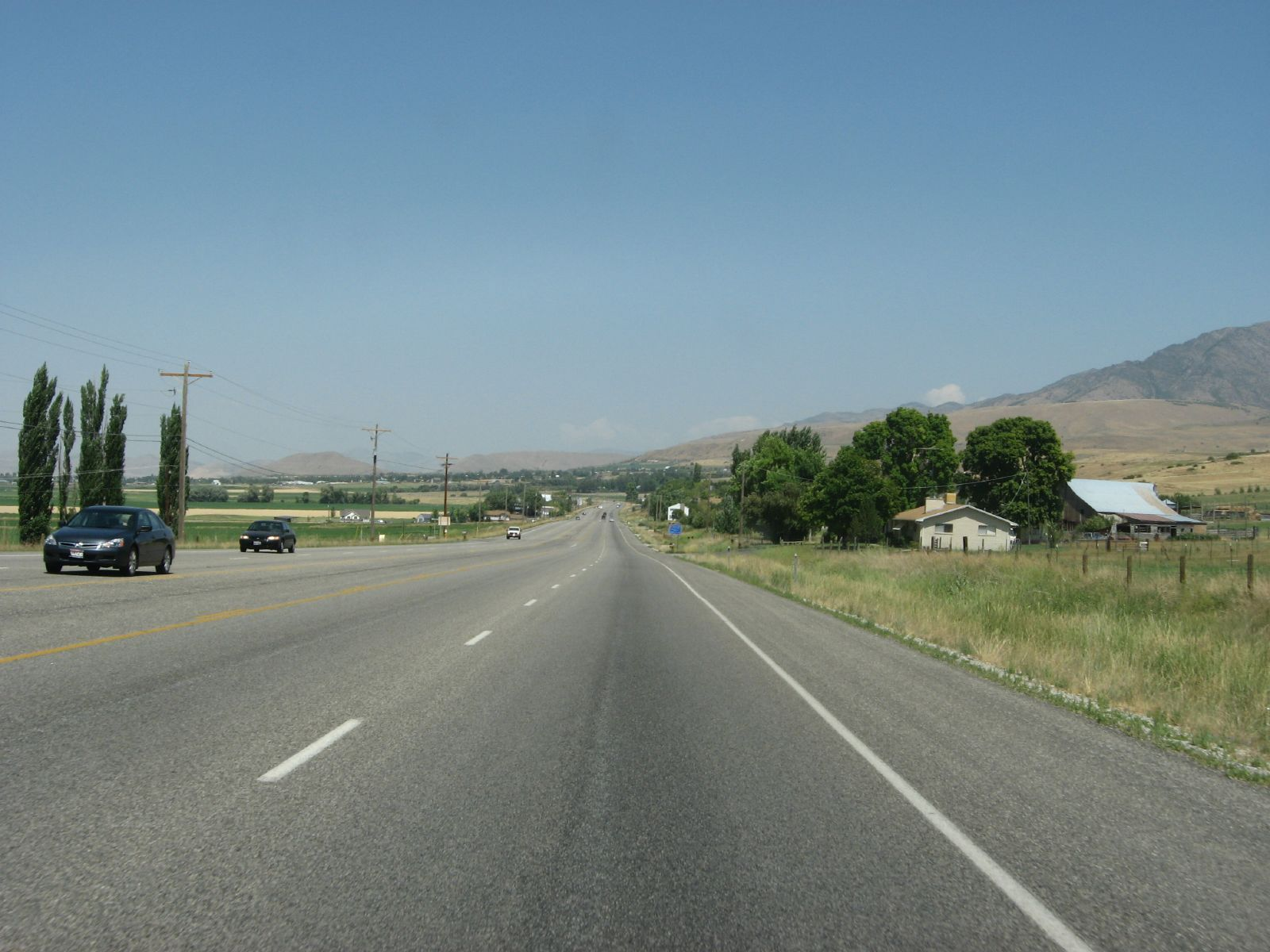
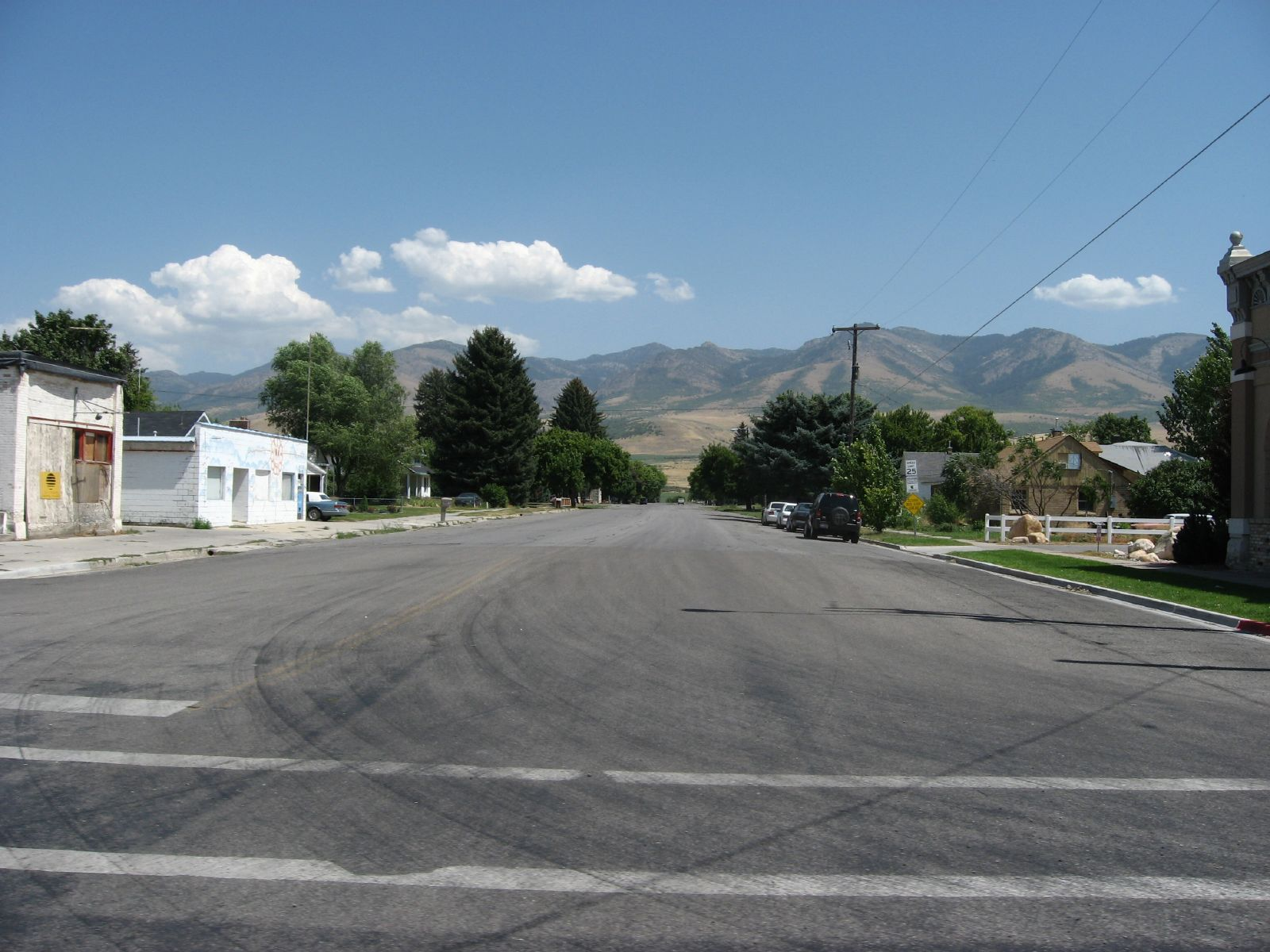

## یادداشت
1. ↑  Sum of Utah and Idaho mileage logs in the Major intersections section of this article